# Верх-Исетский пруд
Верх-Исе́тский пруд — искусственное водохранилище, образованное на реке Исеть в 1725—1726 году. Был образован для нужд Верх-Исетского завода, а также служил резервом для нижнего Городского пруда, плотина которого приводила в движение механизмы Екатеринбургского завода. Высота над уровнем моря — 249,8 м.

## География
Верх-Исетский пруд находится в черте города Екатеринбурга, с севера (левый берег) к нему прилегает Транссибирская магистраль, станция Екатеринбург-Сортировочный, жилые массивы Железнодорожного района города (микрорайон Сортировка), с юга (правый берег) — болотистая местность и Верх-Исетский район города (ближе к плотине — жилой микрорайон ВИЗ Правобережный). По южному берегу пруда до полуострова Большой Конный через Малый Конный с ВИЗа ходит трамвай — маршрут 11. Пруд является одним из источников водоснабжения города (основной источник — Волчихинское водохранилище), находится в водоохранной зоне.
Водоём вытянут вдоль Исети на 10 км, наибольшая глубина (8-10 м) у плотины и вдоль прежнего русла реки Исеть. Котловина пруда заложена среди гранитов Верх-Исетского массива. С юго-запада в пруд впадает речка Светлая. На пруду имеется до двенадцати островов — Баран, Шабур, Высокий, Маленький, Плоский, Веселок, Змеиный, Липовый, Каменный, Петух и Курица (последние два представляют собой острова, отделённые от суши мелководными заболачиваемыми протоками, усыхающими в засушливые годы). Есть полуострова: на правом берегу — Большой Конный, Малый Конный, на левом — Гамаюн. Береговая линия пруда представляет собой чередование мелководных заливов с более высокими полуостровами (мысами). Верх-Исетский пруд пополняется водой не только за счёт Исети, но и по каналам из водохранилищ Волчихинского на р. Чусовой и Нязепетровского на р. Уфе.
- Навигация летом 2016 года
- Весна 2021 года
- Весна 2021 года
- Плотина
- ВИЗ-Сталь
- Вид с высоты около Большого Конного полуострова
- Арт-объект «Индустриальный младенец» на пляже со стороны улицы Кирова

## Биоресурсы
В пруду водятся такие виды рыб как окунь, плотва, лещ, щука, произведено зарыбление карпом, толстолобиком и другими видами.

## Достопримечательности
На левом и правом берегах пруда, ближе к плотине, и на некоторых островах и полуостровах обнаружены стоянки древнего человека. По названию мыса Гамаюн пруда, где были обнаружены археологические находки, названа гамаюнская культура конца бронзового и раннего железного веков.

## Рекреационные ресурсы
Верх-Исетский пруд является местом отдыха екатеринбуржцев, хотя в последние годы вода в нём признаётся непригодной для купания. Наиболее популярные места для отдыха: на правом берегу — район водной станции на улице Кирова рядом с жилой застройкой, Большеконный полуостров, на левом берегу — пляж в районе железнодорожной станции Электродепо, полуостров Гамаюн и Оброшинский парк. На водной станции организован прокат лодок, работает яхт-клуб, проводятся соревнования по водным видам спорта, в том числе международная регата «Кубок Екатеринбурга».

## Экология
Пруд является резервным источником водоснабжения Екатеринбурга. С 2015 забор воды производится исключительно на производственные нужды (в микрорайоны «Сортировочный» и посёлка «Семь ключей» к началу 2015 стала поступать вода из Волчихинского водохранилища). По-прежнему пруд загрязняют три источника:
- ОАО «РЖД» многие годы осуществляет сброс в пруд сточных вод предприятий станции Свердловск-Сортировочный. Лишь в 2011 началось строительство комплекса очистных сооружений. К 2015 году все объекты планируется сдать в эксплуатацию и сброс сточных вод без очистки будет прекращён.[6]
- Большая часть сброса из сети ливневой канализации микрорайона «Сортировочный» и посёлка «Семь ключей» также осуществляется в Верх-Исетский пруд.[6]
- ЕМУП «Водоканал» долгие годы сбрасывал в пруд недостаточно очищенные хозяйственно-бытовые сточные воды (например, за 2012 год — 22,8 млн м³, при общем объёме пруда — 46 млн м³[7]), порой с превышениями установленных допустимых концентраций загрязняющих веществ. ЕМУП «Водоканал» постепенно проводит модернизацию Западной фильтровальной станции и Головных сооружений водопровода (в 2008—2010 запущены 1 и 2 пусковые комплексы реконструкции), которая позволит сократить объём сбрасываемых сточных вод[6]. Экологи в 2012 отмечали, что практически половина пруда являет собой сплошную свалку шлама, покрытую очень тонким слоем воды[7]. Благодаря приобретению нового оборудования для Северной аэрационной станции к 2014 количество осадков (шлама) в очищаемых стоках удалось снизить на 90 %[8]. Построенный к декабрю 2013[9] цех ультрафильтрации позволяет сейчас очищать воду для городского водопровода не хлором, а ультрафиолетом, полностью прекратив сброс промывных вод в шламонакопитель и исключив попадание этих вод в озеро Здохня и в Верх-Исетский пруд[10].

## Происшествия
- В 2001 году в водоём со стороны северного берега попали нефтепродукты, предположительно по вине железной дороги.
- В 2008 году аквабайк наехал на купающуюся пару, девушка погибла, мужчина тяжело пострадал[11].
- В марте 2014 количество трихлорэтилена, обнаруженного в пруду, превысило предельно допустимые нормы, жителям микрорайона Сортировочный было рекомендовано не использовать воду из распределительной сети[12][13]. Затем уровень концентрации трихлорэтилена пришёл в норму[14]